# Adistemia
Adistemia är ett släkte av skalbaggar som beskrevs av Henry Clinton Fall 1899. Adistemia ingår i familjen mögelbaggar.
Släktet innehåller bara arten Adistemia watsoni.